# Hamilton (film fra 1998)
Hamilton er en svensk-norsk actionfilm fra 1998 instrueret af Harald Zwart med Peter Stormare i hovedrollen som agenten Carl Hamilton, der er skabt af Jan Guillou. Udover Stormare medvirker også andre personer såsom Lena Olin og Mark Hamill.
Filmen havde premiere i Sverige den 30. januar 1998.

## Medvirkende (i udvalg)
- Peter Stormare som Carl Hamilton
- Lena Olin som Tessie
- Mark Hamill som Mike Hawkins
- Thomas Hedengran som Gustavsson
- Jevgenij Lazarev som Jurij Tjivartsjev
- Terry Carter som Texas Slim
- Krister Henriksson som forhørsleder
- Gustav Levin som officer
- Douglas Johansson som Matti
- Göran Forsmark som politibetjent